# Jardí Botànic de la Universitat de Karlsruhe

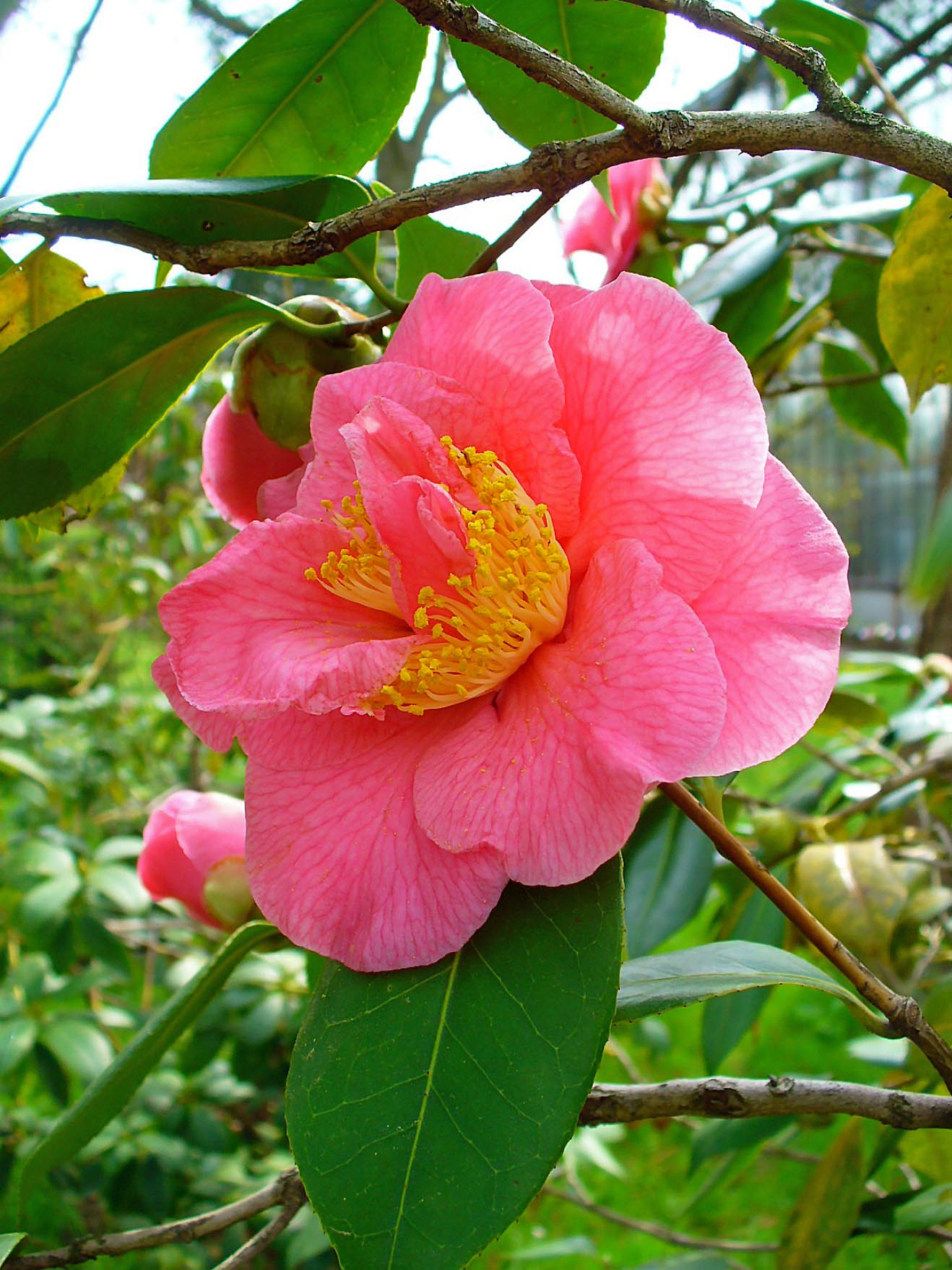
Camellia_japonica del jardí botànic de la Universitat.

El Jardí Botànic de la Universitat de Karslruhe (en alemany: Botanischer Garten der Universität Karlsruhe, o també Botanischer Garten der Karlsruher Institut für Technologie) és un jardí botànic que es troba al campus de la universitat de Karlsruhe a Karlsruhe, Alemanya.
Està administrat per l'Institut Tecnològic de Karlsruhe (KIT).
El codi d'identificació internacional del Botanischer Garten der Universität Karlsruhe com a membre del “Botanic Gardens Conservation Internacional” (BGCI), així com les sigles del seu herbari és UNKAR.

## Localització
Botanischer Garten der Universitat Karlsruhe (TH), Kaiserstrasse 12, Karlsruhe, Baden-Württemberg, Alemanya.
Està obert tots els dies de la setmana i els diumenges, l'entrada és lliure.

## Història
La ciutat de Karlsruhe té dos jardins botànics: el municipal i el de la universitat, que es complementen mútuament en les seves funcions.
Mentre que el jardí municipal serveix sobretot a la preservació d'espècies i al plaer estètic de la població, el jardí botànic de la universitat enfoca les seves tasques cap a la recerca i l'ensenyament.
A part de la preservació de les plantes amenaçades d'extinció fa tasques d'inventariat genètic. Malgrat les dificultats en les condicions bàsiques expositives (reducció dels terrenys, hivernacles necessitats de remodelació), el jardí busca amb vista al futur, el diàleg amb el públic en general.

## Col·leccions
El jardí botànic alberga 5.700 espècies de plantes, incloent 1.930 espècies amenaçades segons la Llista Vermella de la UICN o les convencions del CITES. Els seus tres majors objectius són:
- Recerca, particularment en la comprensió de les bases moleculars del desenvolupament, creixement i metabolisme,amb projectes específics en Arabidopsis thaliana, Gnetum gnemon, Nicotiana tabacum, Oryza sativa i Vitis vinifera. Actualment el jardí conrea unes 50 espècies de parres silvestres de raïms per a l'ús en la recerca contra la floridura suau, així com una col·lecció d'espècies d'arròs salvatge procedents de tot el món.

- Ensenyament, per la qual el jardí proporciona el material vegetal per als cursos i s'utilitza per les excursions al camp i la comparació dels tipus de plantes.

- Conservació d'espècies rares i varietats de plantes, incloent Althaea hirsuta, Androsace septentivionalis, Apium graveolens, Campanula cervicaria, Cnidium dubium, Equisetum x trachyodon, Gentiana cruziata, Leonurus cardica, Ludwigia palustris, Marsilea quadrifolia, Polystichum braunii, Populus nigra, Salix repens, Scirpus carinatus, Scirpus triqueter, Stipa ioannis, Taraxacum acoriferum, Taraxacum balticiforme, Taraxacum germanicum, Taraxacum pollichii, Trapa natans, Vaccinium x intermèdia, Viola uliginosa, i Vitis vinifera L. ssp. sylvestris. També manté unes bones col·leccions de plantes suculentes i orquídies.